# Mycalesis italus
Mycalesis italus är en fjärilsart som beskrevs av William Chapman Hewitson 1865. Mycalesis italus ingår i släktet Mycalesis och familjen praktfjärilar. Inga underarter finns listade i Catalogue of Life.